# Appignano del Tronto
Pour les articles homonymes, voir Tronto (homonymie).
Appignano del Tronto est une commune de la province d'Ascoli Piceno dans les Marches en Italie.

## Administration
| Période                                  | Période  | Identité                         | Étiquette                          | Qualité |
| ---------------------------------------- | -------- | -------------------------------- | ---------------------------------- | ------- |
| 1921                                     |          | Antonio Allevi[réf. nécessaire]  | Centro - Sinistra[réf. nécessaire] |         |
|                                          |          | Maurizi Antonio[réf. nécessaire] | [réf. nécessaire]                  |         |
| 5 avril 2005                             | En cours | Maria Nazzarena Agostini         |                                    |         |
| Les données manquantes sont à compléter. |          |                                  |                                    |         |

### Hameaux
Cerreto, Monsampietro, Portella, Capodipiano, Olibra, Gimigliano, Vallorano, Castellano, Cepparano

### Communes limitrophes
Ascoli Piceno, Castel di Lama, Castignano, Offida